# Battaglia di San Regolo
La battaglia di San Regolo (o Malacoda) fu combattuta nel maggio del 1498 tra l'esercito pisano-veneziano e l'esercito fiorentino.

## Svolgimento
Il condottiero Rinieri della Sassetta e il capitano Iacopo Savorgnano al soldo di Pisa, con al seguito circa 600 cavalli leggeri, erano di ritorno dalla zona di Bibbona, recentemente saccheggiata. I fiorentini guidati dal condottiero Ranuccio da Marciano e dal nobiluomo Guglielmo de' Pazzi, informati dalle proprie vedette dell'arrivo dei nemici, decisero di tagliare loro la strada attuando un'imboscata. Dopo un iniziale spargimento di sangue, i fiorentini sembrarono avere la meglio, ma ben presto arrivarono i rinforzi pisani che ribaltarono la situazione. L'esercito fiorentino fu così costretto alla fuga, lasciando sul campo di battaglia numerosi uomini morti e feriti.
Per Pisa tale vittoria rappresentò un momento di giubilio che consolidò la propria voglia d'indipendenza verso la Firenze.